# Luis Arroyo (actor)
Luis Arroyo, nacido como Luis Rodríguez Arroyo (Madrid, 19 de noviembre de 1915-ib. 4 de noviembre de 1956) fue un actor español que participó en dieciséis películas a lo largo de su trayectoria cinematográfica que abarcó desde 1940 hasta 1955. También realizó labores de guionista y director en las películas Dulcinea (1947), Aquellas palabras (1949) y en el corto-documental Las horas que pasan (1956). Su hermana menor era la también actriz Ana Mariscal.

## Filmografía completa
- El último húsar (1940)
- Raza (1941)
- A mí no me mire usted (1941)
- Escuadrilla (1941)
- Éramos siete a la mesa (1942)
- Idilio en Mallorca (1942)
- La danza de fuego (1942)
- Il matrimonio segreto (1943)
- Santander, la ciudad en llamas (1944)
- El obstáculo (1945)
- Cero en conducta (1946) de Fyodor Otsep.
- La próxima vez que vivamos (1946)
- Barco sin rumbo (1951)
- Bella, la salvaje (1952)
- El diablo toca la flauta (1953)
- Solange du lebst (1955)